# (741) Botolphia
(741) Botolphia ist ein Asteroid des Hauptgürtels, der am 10. Februar 1913 vom US-amerikanischen Astronomen Joel Hastings Metcalf in Winchester, Massachusetts entdeckt wurde. 
Benannt wurde der Asteroid nach dem heiligen Botolph, einem englischen Abt des 7. Jahrhunderts.